# Городской трофей Эльзи Якобс
Городской трофей Эльзи Якобс (англ. City Trophy Elsy Jacobs TTT) — шоссейная однодневная велогонка, прошедшая по территории Люксембурга в 2011 году.

## История
Гонка прошла единственный раз в конце апреля 2011 года в рамках национального календаря. Она проводилась в формате командной гонки с раздельным стартом и завершилась победой команды HTC-Highroad Women.
Маршрут гонки представлял собой круг длинной 1,7 км который преодолевали 3 раза. Его дистанция была проложена в исторической старой части города Люксембурга. Старт и финиш был на площади Конституции, далее трасса следовала по мосту Адольфа на бульвар Петруса, затем по мосту Пассерель к Собору Люксембургской Богоматери и возвращалась обратно на площадь Конституции. Общая протяжённость дистанции составила 5,1 км.
Летом того же 2011 года клуб Sport a Fräizäit Zéisseng, в том числе и за организацию данной гонки, был удостоен премии Приз Анн-Беффор.
В 2012 году гонка объединилась с двумя другим однодневными гонками Гран-при Эльзи Якобс и Гран-при Мамерануса / Николя Франца в новую многодневную гонку под названием Фестиваль Эльзи Якобс.

## Призёры
| Год  | Победитель         | Второй    | Третий  |
| ---- | ------------------ | --------- | ------- |
| 2011 | HTC-Highroad Women | Австралия | Франция |